# التل (الجزائر)
التل الجزائري يُشير إلى شمال الجزائر، وهو المنطقة التي تقع فيها معظم الأراضي الخصبة والصالحة للزراعة، على عكس الأراضي الجافة في الهضاب العليا أو المساحات القاحلة للصحراء. وهي منطقة تقع بين الساحل في الشمال والهضاب العليا في الجنوب، والتي تمتد على جزء من الشمال الغربي التونسي (مناطق الكاف وسليانة).

## أسماء المواقع الجغرافية
التل يعني في اللغة العربية الفصحى، عبارة عن مسطح يرتفع من سطح الأرض. يشمل التل في الجزائر المنطقة الساحلية المتوسطية التي تحدها السلاسل الجبلية. ولا سيما سكان الصحراء من الجزائر وتونس، الذين يستخدمون كلمة تل للإشارة إلى هذه الأراضي الرطبة التي لا يمكنهم الوصول إليها، مع قطعانهم، إلى ما بعد الحصاد. وهي بذلك تقابل بين حقل من الحبوب، بلاد الفلاحة، إلى مرعى الأغنام، بلاد الغنم؛ أو كلمة التل يتقابل مع الهضاب العليا الجافة في الجنوب، القبالة.

### مقالات ذات صلة
- جغرافيا الجزائر
- المرتفعات (الجزائر)
- تيليان أطلس

### روابط خارجية
- الجغرافيا على موقع المرادية